# Sikátor
Sikátor (vyslovováno [šikátor]) je vesnice v Maďarsku v župě Győr-Moson-Sopron, spadající pod okres Pannonhalma. Nachází se asi 15 km jihovýchodně od Pannonhalmy. V roce 2015 zde žilo 307 obyvatel. Dle údajů z roku 2011 tvoří 95,2 % obyvatelstva Maďaři, 8,7 % Romové, 2,9 % Němci a 0,6 % Slováci. Název znamená „alej“.
Jedinou sousední vesnicí je Veszprémvarsány.